# 빌리 슈토프
빌리 슈토프(독일어: Willi Stoph, 1914년 7월 9일 ~ 1999년 4월 13일)는 동독의 정치인이며, 독일 공산당과 독일 사회주의통일당에서 활동하였다.
1964년부터 1973년까지 독일 민주공화국 각료회의 의장을 지냈으며, 1976년 각료회의 의장으로 재신임되었으며 1989년까지 업무를 수행하였다.

## 생애

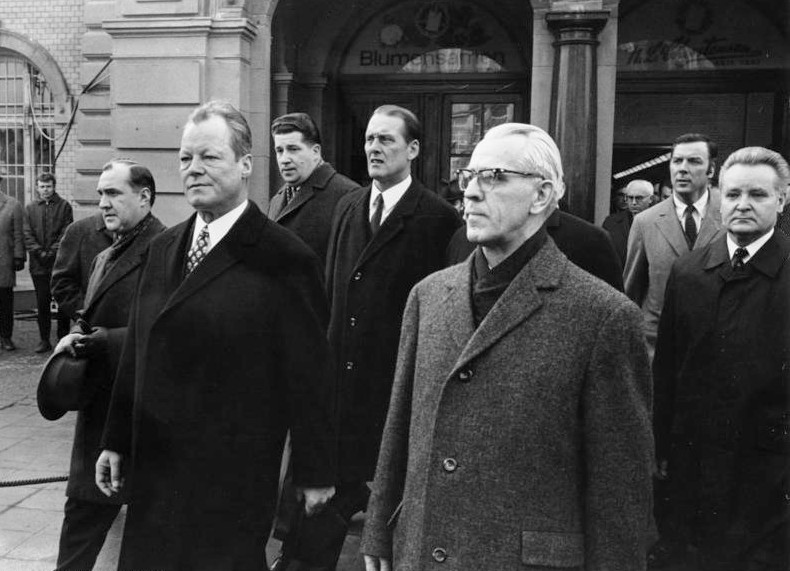
빌리 브란트 서독 총리와 함께

베를린에서 태어났으며, 이듬해 그의 아버지가 제1차 세계 대전 중에 사망하였다. 1928년 어린 슈토프는 독일 공산 청년 연맹에 가입하였다가, 1931년에는 독일 공산당에 입당하였다. 또한 1935년부터 1937년까지 베르마흐트에서 복무하였다가, 제2차 세계 대전 동안에 1940년부터 1945년까지 재복무하였다. 전쟁이 끝나자, 2등 철십자장을 수상하였다.
독일 민주 공화국의 설립에 이어, 슈토프는 통일사회당 중앙 위원회의 회원이 되었고, 1950년에는 인민 의회의 의원이 되었다. 또한 내무장관(1952년 ~ 1955년), 국방장관(1956년 ~ 1960년)을 역임하였다.
1964년부터 1973년까지 총리를 지냈다. 발터 울브리히트가 사망하자, 슈토프는 당 서기장이 되면서 동독의 국가 원수를 겸하였다. 1976년 인민 의회 선거 후에 국가와 당의 지도자 조직이 재정리되자, 슈토프는 총리에 재임하였다.
총리로서 슈토프는 1970년 빌리 브란트 서독 총리와 여러 가지 협상을 시작하였다. 그 일은 동서독 지도자들의 최초의 만남으로 주목되었다. 1989년 10월 에리히 호네커의 축출에 이어, 슈토프와 호네커 내각의 단원 44명이 국민의 압력에 책임을 지고 사임하였다. 11월 8일 통일사회당 중앙위원회는 슈토프 대신에 한스 모드로프를 후보로 임명하였다. 1989년 12월 부패 혐의로 구속되었으나, 후에 건강 악화로 인하여 구금을 면하였다. 1994년 베를린 법원은 슈토프가 저축한 20만 독일 마르크 소유에 돌아가면 안 된다고 판결을 내렸다.
1999년 4월 13일 베를린에서 사망하여 빌다우에 안장되었다.
| 전임 오토 그로테볼 | 제2대 독일민주공화국 각료평의회 주석 1964년 9월 21일 – 1973년 10월 3일 | 후임 호르스트 진더만 |

| (권한대행) 프리드리히 에베르트 | 제2대 독일민주공화국 국가평의회 주석 1973년 10월 3일 – 1976년 10월 29일 | 후임 에리히 호네커 |

| 전임 호르스트 진더만 | 제4대 독일민주공화국 각료평의회 주석 1976년 10월 29일 – 1989년 11월 13일 | 후임 한스 모드로프 |